# Вільгельм II Рудий
Вільге́льм II Руди́й (близько 1056 — 2 серпня 1100) — король Англії з 1087 року, син Вільгельма I Завойовника.
Своє прізвисько король отримав, ймовірно, через червоний колір обличчя. Вільгельм II увійшов до англійської історії як войовничий та безжалісний монарх, який мало переймався через долі підданих та з презирством ставився до англосаксів та їхньої культури. Поширена точка зору, що тільки завдяки недовгому періоду свого правління він не зруйнував основи англо-нормандської монархії, закладені його батьком. З іншого боку, Англія за Вільгельма II переживала період відносної стабільності й міцності державної влади.

## Юність і вступ на престол
Вільгельм Руфус був середнім сином Вільгельма I Завойовника і Матильди Фландрської. Точна дата його народження невідома, ймовірно він народився між 1056 та 1060 роками в Нормандії. З усіх дітей Вільгельма Завойовника він був найближчим до батька й користувався його особливою любов'ю. З ранніх років Руфус відзначався хоробрістю, рішучістю й жагою до полювання та військових справ. Він виховувався під керівництвом архієпископа Кентербрійського Ланфранка, одного з найбільших релігійних і державних діячів свого часу, однак, вочевидь, майбутній монарх набув мало якостей від свого наставника. Стосунки між синами Вільгельма Завойовника завжди були далекими від добросердних, й уже наприкінці 1070-х років конфлікт між Вільгельмом Руфусом та його старшим братом Робертом Куртгезом призвели до заколоту останнього проти свого батька.
Незадовго до своєї смерті 9 вересня 1087 року Вільгельм Завойовник призначив Руфуса своїм наступником на англійському престолі: на відміну від Нормандії, де вже склався принцип передавання влади за старшинством, Англія була завойованою країною з виборним королем. Це дозволило усунути Роберта Куртгеза від англійської корони, хоч позбавити його прав на Нормандію було неможливо. Тому після смерті Вільгельма Завойовника англонормандську монархію було розділено: Вільгельм Руфус 26 вересня 1087 року був коронований у Вестмінстері королем Англії, а Роберт Куртгез став герцогом Нормандії.

## Внутрішня політика
Розділ англонормандської монархії після смерті Вільгельма Завойовника призвів до того, що одні й ті самі нормандські барони, що отримали в ході завоювання земельні володіння в Англії, виявились васалами двох монархів, що перебували у конфлікті один з одним. Це стало головною причиною масового повстання баронів, що спалахнуло 1088 року, невдовзі після коронації Вільгельма II. Лідером заколотників став Одо, єпископ Байо, один із найбільших англонормандських землевласників. Повстання 1088 року мало безпрецедентно широкий розмах: за оцінкою Вільяма Малмсберійського в ньому взяли участь «майже всі нормандці». Повстанці ставили собі за мету скидання Вільгельма й передачу престолу нормандському герцогу Роберту Куртгезу, що відновило б єдність монархії. Нормандські війська на чолі з Робертом Беллемським висадились у Кенті та зайняли Рочестер. Єпископ Байо разом зі своїм братом графом де Мортеном укріпились у замку Певенсі на узбережжі Ла-Маншу. На кордоні з Уельсом діяли загони Роджера де Монтгомері.
Однак на бік короля встало все англійське духовенство на чолі з архієпископом Ланфранком, а також незнатне англосаксонське населення країни, приваблене клятвами Вільгельма II свято шанувати закони Англії й правити виходячи з принципів справедливості й милосердя. Король також пообіцяв зниження податкового тягаря та скасування обмежень на полювання. Роздаванням грошових субсидій Руфусу вдалось відколоти від повстанців кількох великих магнатів. У результаті ефективних дій Вільгельма та його прибічників спроби баронів валлійських марок вторгнутись до Середньої Англії були попереджені, а після тривалої облоги пали Певенсі й Рочестер. Лідери заколотників опинились у руках короля і повстання було придушено. З учасниками повстання 1088 року Вільгельм II вчинив відносно м'яко: конфісковано було лише володіння єпископа Байо, графа де Мортена й Вільгельма де Сен-Кале, причому останній здобув пробачення короля й відновлення у своїх правах.
Обіцянки, які король давав під час заколоту 1088 року, були швидко забуті. Після смерті Ланфранка у 1089 році правління Вільгельма II набуло яскраво вираженого деспотичного характеру. Закони проти порушників права королівського полювання стали жорсткішими, податковий тягар на населення значно збільшився: для фінансування своїх видатків Вільгельм II увів щитовий збір із власників ленів, стягував величезні рельєфи під час вступу у спадщину, довго не заміщав церковні посади, користуючись прибутками з відповідних земельних володінь. Барони втратили вплив на короля, який у прийнятті рішень керувався виключно власною думкою й порадами вузького кола наближених на чолі з Ранульфом Фламбардом. Суворість Вільгельма II стосовно порушників прав корони межувала з жорстокістю.
Деспотизм короля викликав невдоволення значної частини англонормандських баронів. У 1095 році спалахнуло чергове повстання з метою усунення Вільгельма II. На чолі його стояли учасники повстання 1088 року: Роберт де Моубрей, Вільгельм д'Е, Гілберт Фітц-Ричард. Для придушення заколоту король поспіхом повернувся з Нормандії й особисто очолив похід до Північної Англії. Повстанців обложили в замках Тайнмаут і Бамбург, за кілька місяців вони капітулювали. Стосовно учасників заколоту Вільгельм II застосував жорсткі заходи: окрім конфіскації їхніх володінь і титулів, багатьох було ув'язнено або страчено, а Вільгельм д'Е був засліплений та кастрований.

## Стосунки з церквою
У стосунках із церквою король Вільгельм II виступав із позицій абсолютного суверена. Байдужий до питань віри, він використовував англійську церкву для вилучення грошових коштів й обмежував стосунки з Папою Римським. За Руфуса для призначення на пост єпископа чи абата необхідно було сплатити королю досить велику суму під виглядом феодального рельєфу. Багато кафедр упродовж тривалого часу залишались незаміщеними, оскільки у період відсутності священнослужителя прибутки з церковних земель надходили до королівської казни. До моменту смерті Вільгельма II в Англії були вакантними пости трьох єпископів й одинадцяти абатів. Головним радником і, можливо, ініціатором церковної політики короля був Рудольф Фламбард, який відкрито захоплював майно померлих абатів і стягував побори з релігійних організацій за будь-якого зручного приводу. За свідченням Едмера, король навіть розглядав можливість переходу в юдаїзм. Хоч очевидно, що репресії Вільгельма II стосовно церкви були безпрецедентними з точки зору сучасників, практика симонії під час призначення на церковні пости була наприкінці XI століття — у першій половині XII століття надзвичайно широко поширена і в Англії, і в континентальній Європі. Прибічники григоріанської реформи, яка, зокрема, забороняла священикам сплачувати кошти за призначення на церковний пост, навіть в Італії не здобули до того часу цілковитої перемоги.

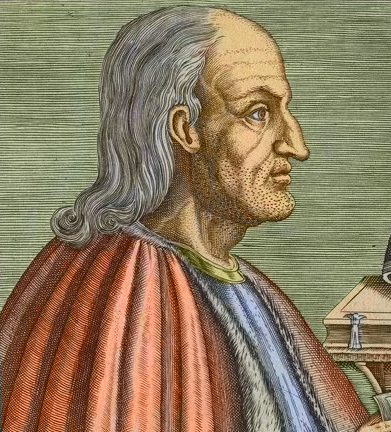
Ансельм, архієпископ Кентерберійський

Архієпископство Кентерберійське після смерті Ланфранка 1089 року залишалось вакантним до кінця 1093 року, коли тяжкохворий король погодився на обрання архієпископом Ансельма, відомого релігійного діяча, що мав європейську репутацію. Стосунки Вільгельма II й Ансельма практично з самого початку зіпсувались. Конфлікт розвивався у кількох напрямках, головним з яких була заборона короля англійським священнослужителям визнавати папу римського без його санкції. Незважаючи на тиск інших єпископів королівства Ансельм відмовився поступитись Вільгельму. Король зажадав усунення Ансельма й навіть виступив для цього на боці Урбана II у боротьбі за інвеституру, що розгорнулась у Німеччині й Італії. Однак папа відхилив вимогу Руфуса. Це ще більше погіршило відносини короля та архієпископа. Відчуваючи постійні приниження та зазнавши краху у спробах покращити моральний стан королівського двору й вищого духовенства, у 1097 році Ансельм без дозволу Вільгельма залишив Англію й вирушив до Рима, де він перебував до самої смерті короля.

## Зовнішня політика

### Боротьба за Нормандію
Розподіл спадщини між синами Вільгельма Завойовника висунув на передній план зовнішньої політики Англії питання відновлення єдності монархії. Підтримка нормандським герцогом Робертом Куртгезом повстання баронів 1088 року різко загострила англо-нормандські відносини. У той самий час слабкість та неефективність правління герцога Роберта в Нормандії призвела до підйому місцевої аристократії та зростання феодального розбрату в герцогстві. Це сприяло завойовницьким планам Вільгельма Рудого. Король Франції Філіп I, союзник нормандського герцога, був надто бездіяльним і нерішучим, щоб чинити опір англійському королю.
Вже 1089 року Вільгельм встановив контроль над Сен-Валері у гирлі Сомми, а потім шляхом підкупів домігся переходу на його бік гарнізонів прикордонних фортець Е, Омаль і Гурне. До кінця 1090 року під владою англійського короля опинилась більша частина Нормандії на схід від Сени, а в самому Руані спалахнуло повстання проти герцога. У січні 1091 року король на чолі англійської армії висадився в Нормандії. На його бік перейшла значна частина нормандських баронів. Герцог Роберт був змушений піти на перемовини з братом й за умовами Руанської угоди 1091 року поступився Вільгельму II графством Е та Омалем, сеньйоріями Гурне і Конш, абатством Фекам, та, ймовірно, Шербуром і Мон-Сен-Мішель. Зі свого боку король Англії взяв на себе зобов'язання допомогти Роберту Куртгезу в наведенні порядку в герцогстві й відновленні нормандської влади у Менському графстві, захопленому після смерті Вільгельма Завойовника анжуйцями.
Умови Руанської угоди не були цілком виконані англійською стороною: спільний похід на Мен так і не відбувся, а заходи проти незалежних нормандських баронів лишились нереалізованими. Це спричинило новий конфлікт між братами, й у 1094 році Вільгельм Рудий знову висадився в Нормандії. Завдяки щедрій роздачі фінансових субсидій йому знову вдалось залучити на свій бік частину феодалів і міст герцогства, однак на допомогу Роберту прийшли загони французького короля. Лише купивши мир з Філіпом I, Вільгельм зміг врятувати становище. Все ж через повстання Роберта де Моубрея, що спалахнуло в Англії 1095 року, завоювання герцогства довелось відкласти.
Нові можливості у підкоренні Нормандії відкрились 1096 року. Роберт Куртгез вирішив взяти участь у Першому хрестовому поході до Палестини, для чого йому потрібні були кошти. У цьому йому надав допомогу Вільгельм II: у обмін на позику в розмірі 10 тисяч марок, король Англії отримав у заклад на три роки Нормандське герцогство. Для збирання грошей Вільгельм застосував старовинну англосаксонську практику стягнення «данських грошей», обклавши землевласників країни податками у 4 шилінги з кожної гайди. Кошти для позики були зібрані, герцог Роберт вирушив у Святу землю, а король Вільгельм став фактичним правителем Нормандії.
У Нормандії Вільгельму II вдалось відновити порядок, придушити повсталих баронів й посилити центральну владу. Це дозволило йому перейти до планів розширення своїх володінь. Однак серія кампаній 1097—1098 років із завоювання французького Вексену завершилась невдачею: посилені Людовіком VI замки витримали облогу англо-нормандських військ і єдиним досягненням короля стало будівництво фортеці Жизор на кордоні з Іль-де-Франсом. Успішнішою стала експедиція Руфуса в Мен: у 1097 році Елія I, граф Мена, потрапив у полон до нормандців і область перейшла під контроль Вільгельма II. Однак вже у 1098 році в Мені почались виступи проти англо-нормандської влади, ініційовані анжуйським графом Фульком IV, й до кінця правління Руфуса Мен було втрачено. Експансійні плани короля поширювались також на Аквітанію, однак практично вони не були реалізовані.

### Війни у Шотландії й Уельсі

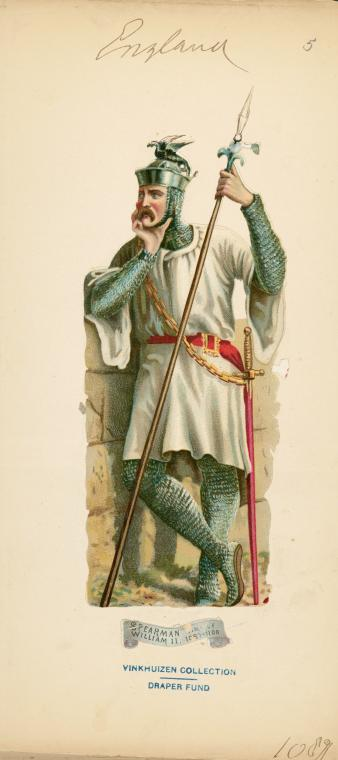
Лицар Вільгельма II, короля Англії

Шотландія з часів нормандського завоювання була притулком для англосаксонських аристократів, а після одруження її короля Малколма III з Маргаритою, сестрою останнього англосаксонського короля Едгара Етелінга, стосунки між двома британськими державами остаточно зіпсувались. У 1091 році, коли Вільгельм II перебував у Нормандії, шотландські війська здійснили набіг на північноанглійські графства. Лишень король повернувся до Англії, він організував вторгнення до Шотландії. Похід, однак, не мав успіху, а англійський флот був розсіяний під час шторму. Невдовзі було підписано мир, що передбачав поступку Малколму III у вигляді дванадцяти англійських сіл та сплату щорічної данини в розмірі 12 золотих марок на рік, у обмін на складання омажу Вільгельму II.
Тим не менше, вже наступного року король Англії захопив Карлайл и і долучив до своїх володінь Камберленд, що раніше перебував під контролем Шотландії. Новий рейд шотландців на територію Англії у 1093 році було легко відбито, король Малколм III загинув у влаштованій пастці. Це дозволило Вільгельму II перейти в наступ: він підтримав як претендентів на шотландський престол синів Малколма проти короля Дональда III, а 1097 року за підтримки військ Руфуса і Едгара Етелінга Дональд III був скинутий, а новим шотландським королем став проанглійськи налаштований Едгар. Дякуючи за допомогу Едгар визнав сюзеренітет Вільгельма II над Лотіаном.
Однак спроба Руфуса встановити контроль над Уельсом завершилась невдачею. До кінця правління Вільгельма Завойовника нормандські барони Честерської марки, на чолі з Робертом Рудланським, глибоко просунулись у Північному Уельсі й досягли острова Англсі. На початку 1090-их років Роджер Монтгомері й інші феодали валлійського кордону закріпили свою владу в Кередігіоні, Пембрукширі, Гламоргані й Брекноку. Однак у 1094 році в Уельсі спалахнуло масове повстання проти загарбників під керівництвом Кадугана і Гріфіда ап Кінана. Англо-нормандські барони були вигнані з країни, зберігши контроль лише над невеликою областю навколо Пембрука та деякими прикордонними районами у Гвенті та Гламоргані.
Походи Вільгельма II в Уельс 1095 і 1097 років завершились крахом: валлійці при наближенні ворога переховувались у горах, а англійські війська, відчуваючи нестачу продовольства, зазнавали великих втрат від партизанських рейдів місцевих жителів. Масоване вторгнення у Гвінед графів Честера й Шрусбері у 1098 році було катастрофічним: на Англсі висадилась армія норвезького короля Маґнуса III, який прийшов на допомогу валлійцям, що перебила англонормандські загони. Після цієї поразки до середини XIII століття англійці, за винятком невеликих експедицій, не вживали серйозних спроб підкорити Північний Уельс.

## Смерть

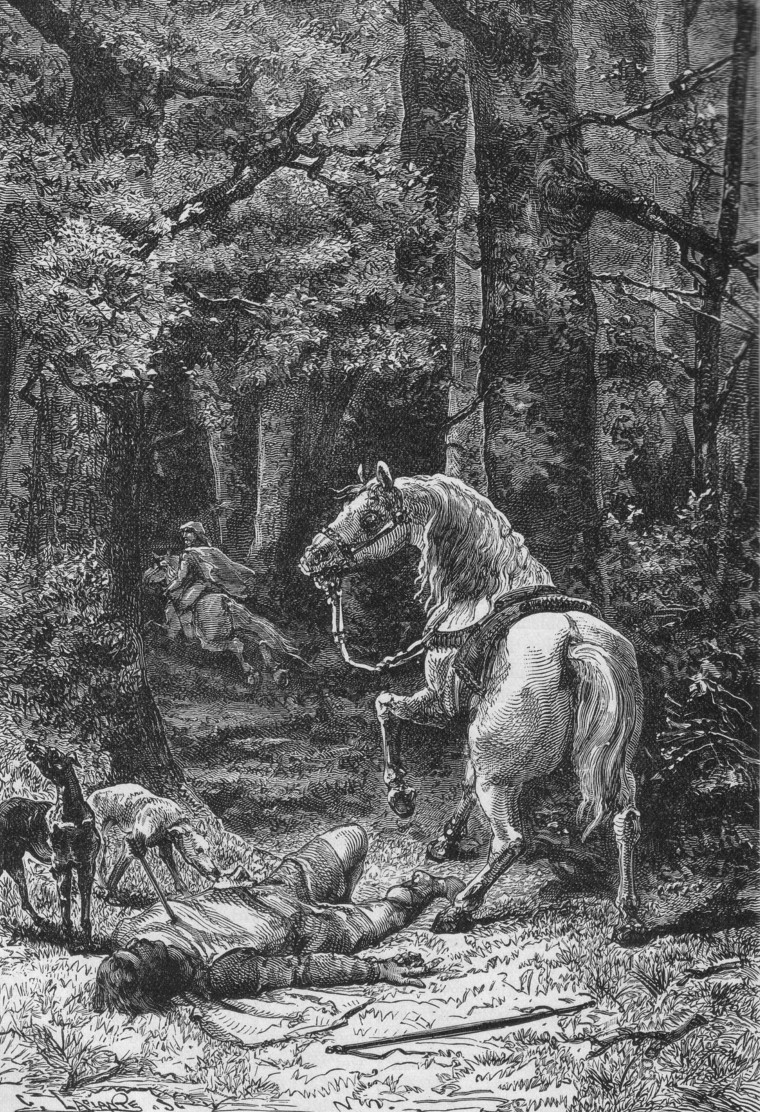
Смерть Вільгельма Рудого. Літографія, 1895

Однією з головних загадок правління Вільгельма II — обставини його загибелі. Історія смерті короля описана Ордеріком Віталієм та Вільямом Малмсберійським. 2 серпня 1100 року Вільгельм з групою англонормандських аристократів вирушив на полювання у Нью-Форест, Гемпшир. Під час переслідування здобичі король разом з одним зі своїх наближених, Вальтером Тірреллом, відокремились від решти групи мисливців. Наступного ранку місцеві селяни знайшли тіло короля зі стрілою у грудях. За свідченням Вільяма Малмсберійського, Руфус був випадково вбитий Тірреллом, який негайно після події втік з Англії.

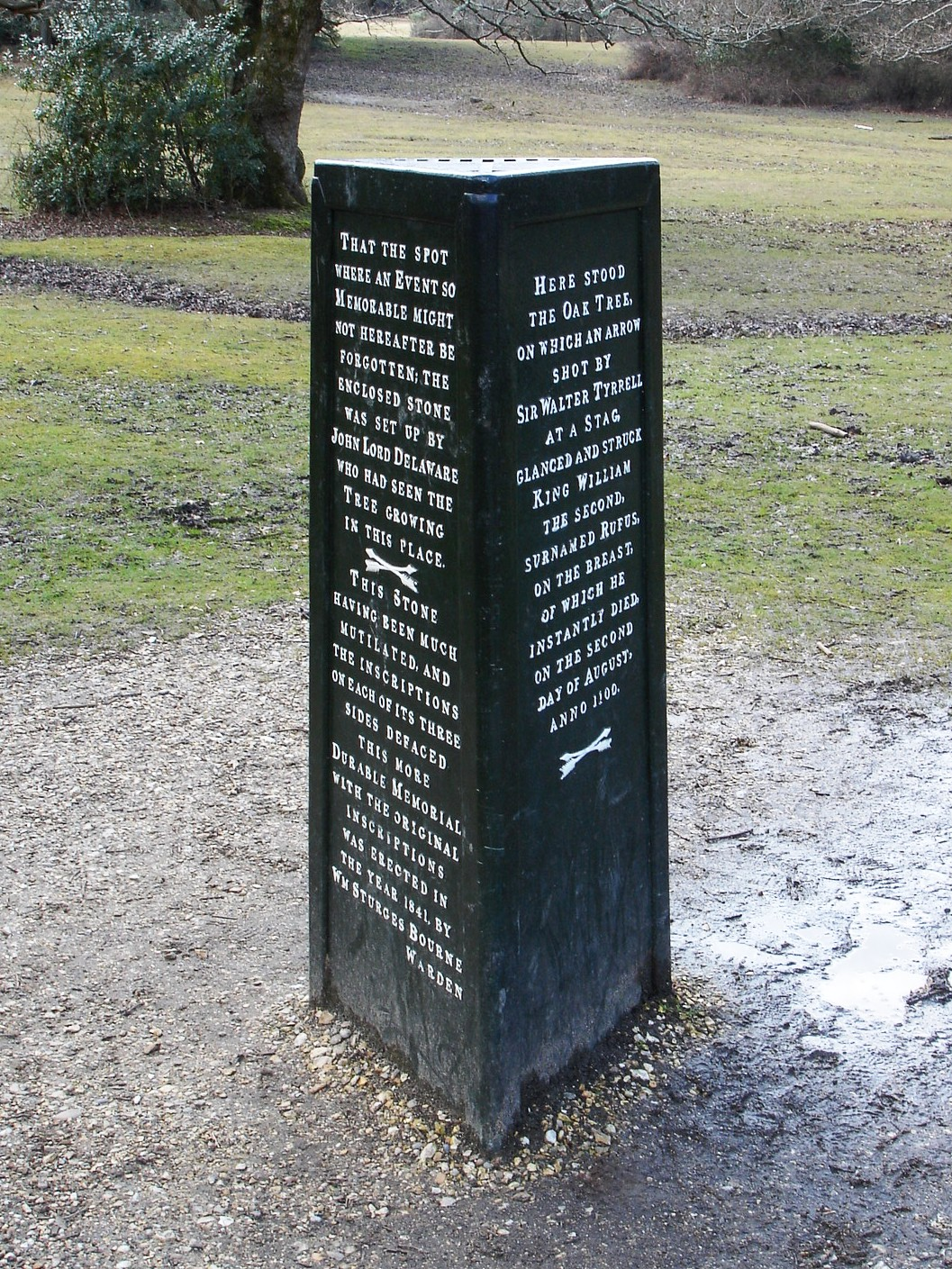
Стела на ймовірному місці смерті Вільгельма Рудого

Чи дійсно смерть короля була результатом нещасного випадку чи мала місце змова проти Вільгельма, невідомо. На користь теорії змови каже той факт, що Тірел був одружений з сестрою Гілберта де Клера, неодноразового учасника повстань проти короля, який також був присутній на цьому полюванні. Окрім того, серед мисливців був молодший брат Вільгельма Генріх, який, кинувши тіло короля у лісі, негайно вирушив у Вінчестер, захопив державну казну, а лише за три дні, 5 серпня 1100 року був коронований у Вестмінстері. Родина де Клерів за нового короля Генріха I мала особливу прихильність монарха й отримала від нього значні земельні володіння. За легендою, поки Генріх спішив захопити владу в країні, тіло Вільгельма II підібрав місцевий селянин-вугільник, який перевіз його на своєму візку до Вінчестерського собору. Король був похований у вежі собору, яка наступного року зруйнувалась.
Поблизу від ймовірного місця смерті Вільгельма Рудого у Нью-Форесті, що нині є національним парком Великої Британії, у 1865 році споруджено чавунну стелу. На ній зокрема викарбувано: «Тут стояв дуб, від якого стріла, яку пострілив сер Уолтер Тіррелл в оленя, відхилилася і вдарила короля Вільгельма Другого, на прізвисько Руфус, в груди, від чого він миттєво помер, другого серпня дня, 1100 року».

## Нотатки
1. ↑  англо-нормандська: Williame II; англ. William II Rufus; фр. і норм. Guillaume II, Guillaume le Roux або норм. Gllâome II